# 어게인 (영화)
《어게인》은 2020년에 개봉한 대한민국의 영화이다.

## 캐스팅
- 김예은 : 조연주 역
- 예수정 : 한말순 역
- 소이 : 허산옥 역
- 김홍표 : 한길봉 역
- 예인 : 조민주 역
- 이유 : 현승우 역
- 조수현 : 윤수현 역
- 유미란 : 도 대표 역
- 한영광 : 김 대표 역
- 서한결 : 서 피디 역
- 이인하 : 고미호 역
- 조휘주 : 직원 1 역
- 양병철 : 직원 2 역
- 박병우 : 이 감독 역
- 김정인 : 의사 역
- 석현 : 사신 역
- 이다니 : 학생 1 역
- 이윤지 : 목소리 출연
- 이윤하 : 목소리 출연
- 이재한 : 앙상블 역
- 이훈희 : 앙상블 역
- 이재한 : 앙상블 역
- 변준우 : 앙상블 역
- 만승 : 앙상블 역
- 이현명 : 앙상블 역
- 김서진 : 앙상블 역
- 양새얀 : 앙상블 역
- 이지형 : 앙상블 역
- 김주영 : 앙상블 역
- 양현소 : 앙상블 역
- 양설화 : 앙상블 역
- 지우 : 앙상블 역
- 김서진 : 이현명 역
- 이지형 : 양새얀 역
- 양현소 : 김주영 역
- 지우 : 양설화 역

## 수상 목록
- 2019년 제10회 서울국제영화제 수상 최우수 한국영화 (조창열)
- 2019년 제3회 천안춤영화제 한국영화 : 새로운 시도

## 같이 보기
- 2020년 대한민국의 영화 목록